# Zange no yaiba
Zange no yaiba (懺悔の刃, Zange no yaiba, lit "espada da penitência") é um filme mudo japonês de 1927 escrito e dirigido por Yasujirō Ozu. É o primeiro filme dirigido por Ozu e também a primeira de suas muitas colaborações com o roteirista Kogo Noda. É um filme perdido, sem nenhum roteiro, filmes fotográficos ou cópias conhecidas.

## Sinopse
Sakichi, que acaba de ser solto após cinco anos preso, diz a seu irmão mais novo, Ishimatsu, que pretende abandonar a vida de ladrão quando um conhecido deles, Genshichi, aparece. Genshichi está fugindo de policiais após ser flagrado em um roubo. Sakichi e Ishimatsu permitem que ele se esconda com eles, mas Sakichi o incentiva a desistir da sua vida de criminoso. Genshichi ri e desaparece. Sakichi torna-se aprendiz de um comerciante de arroz e, por sua diligência e honestidade, ganha a confiança de seu empregador. Ishimatsu rouba um valioso enfeite de cabelo de Oyae, filha desse comerciante. Enquanto ele foge, perseguido pelo policial Manabe, ele encontra Sakichi na estrada. Sem avisar, ele coloca o enfeite na mão de Sakichi e sai correndo.
Manabe vê o enfeite na mão de Sakichi e, prestes a levá-lo sob custódia, surge Oyae e seu criado dizendo ao oficial que Sakichi não é o ladrão. Manabe deixa Sakichi ir, mas o questiona sobre Ishimatsu. Sakichi nega saber do paradeiro de Ishimatsu. Manabe então revela o passado criminoso de Sakichi, fazendo com que seja demitido do seu novo emprego. Desesperado, ele começa a beber.
Ishimatsu finalmente decide consertar sua vida e sugere a Sakichi que eles retornem juntos para sua aldeia natal, mas Sakichi, desiludido, diz que a sociedade não permitirá que ninguém com antecedentes criminais tenha uma nova vida. Algum tempo depois, Ishimatsu e Sakichi são perseguidos por policiais. Eles se separam e Sakichi é socorrido por Oyae, que o esconde nas instalações comerciais de seu pai. Na manhã seguinte, Sakichi ouve o som de dinheiro sendo contado na sala ao lado. Sonâmbulo, ele entra no cômodo. O pai de Oyae na sala, não o condena como ladrão e até lhe dá mais dinheiro para que ele possa recomeçar sua vida. Sakichi vai para casa e arruma seus pertences com a intenção de retornar à sua aldeia natal, mas surge Genshichi exigindo uma parte do dinheiro. Depois de uma briga, Genshichi foge. Por coincidência, ele também se encontra com Ishimatsu e o ataca. Ishimatsu, gravemente ferido, segue para a casa de Sakichi que está cercada por um grupo de policiais liderados por Manabe. Sakichi luta para escapar, vai até a casa onde Genshichi está escondido, mata Genshichi, liberta Oyae, que esse último sequestrou, e a devolve em segurança ao seu pai. Ishimatsu morre e Sakichi fica pensando, desolado, sobre morrer ou voltar ao crime.

## Inspiração de filmes americanos
O enredo do filme foi descrito na revista de cinema japonesa Kinema Junpō (キネマ旬報) e, também nela, há uma crítica do filme feita apontando que ele deve muito de seu enredo aos filmes americanos, incluindo Kick In (dirigido por George Fitzmaurice em duas versões, nas de 1917 e 1922; com o título japonês de Bunmei no hakai (文明の破壊, lit. "colapso da civilização") e Les Misérables (filme de 1917 dirigido por Frank Lloyd ). Os dois artigos da Kinema Junpō foram reimpressos nas coletâneas sobre as obras de Yasujirō Ozu.

## Elenco
- Saburo Azuma como Kisarazu no Sakichi
- Kunimatsu Ogawa como Kinezumi no Ishimatsu (irmão mais novo de Sakichi)
- Kanji Kawara como Katsujūrō Manabe (policial)
- Shōichi Nodera como Yamashiroya Shōzaemon, comerciante rico
- Eiko Atsumi como Oyae (filha de Shōzaemon)
- Miyako Hanayagi como Otatsu (enfermeira de Oyae)
- Hatsuko Konami como Omatsu
- Reikichi Kawamura como Kurikara no Genshichi

## Produção
O filme é o primeiro que Ozu fez após ser promovido de assistente de direção a diretor. Parte do filme foi dirigida por Torajirō Saitō, já que Ozu foi convocado ao serviço militar antes do término das filmagens. Ozu disse que foi uma tarefa que ele não gostou muito: filmes de época eram considerados menos prestigiados do que longas com tramas mais modernos, e ele mesmo tinha um roteiro próprio que queria filmar. Ele só viu o filme completo uma vez, na estreia, e não lhe pareceu ser realmente uma obra sua.